# Altruité
Pour les articles homonymes, voir Altruisme.
Le terme altruité, inventé par le biologiste Philippe Kourilsky est un néologisme qui désigne la composante rationnelle de l'altruisme et définit un devoir, caractérisé par son auto-évaluation et sa proportionnalité, comme « l'obligation pour chacun de s'attacher à préserver et à renforcer les libertés individuelles des autres », ce qui peut améliorer le fonctionnement de la démocratie.
L'économiste Hervé Defalvard raccroche ce concept, à l'idéologie politique du solidarisme fondé par Léon Bourgeois et tente d'en définir une axiomatique pour les bases théoriques de l’économie sociale et solidaire.
L'économie collaborative, revêtant plusieurs formes parfois contradictoires, peut se réclamer du devoir d'altruité.
Des chercheurs espèrent tirer de ce concept un outil pour la lutte mondiale contre la pauvreté.
La disponibilité d'Internet, des outils de communication numériques et de l'internet des objets (IdO) laissent la porte ouverte à un nouveau fondement de la démocratie ; l'altruité, au cœur des relations sociales modernes et du concept de ville intelligente.